# Lukavecký potok
Přírodní památka Lukavecký potok se nachází na území obcí Lázně Bělohrad, Lukavec u Hořic a Šárovcova Lhota. Předmětem zájmu je Lukavecký potok (přítok Javorky) v délce téměř 2 km. Lokalita je situována necelé 3 km jižně od města Lázně Bělohrad. Hlavním předmětem ochrany je populace silně ohroženého mlže velevruba tupého (Unio crassus) a jeho biotopu včetně ichtyofauny, na kterou je vázán rozmnožovací cyklus velevruba. Biotopem se rozumí koryto vodního toku s navazujícími břehy. Území je zároveň stejnojmennou evropsky významnou lokalitou. V přírodní památce byl v roce 2010 zjištěn výskyt sedmi druhů vodních měkkýšů a pěti zástupců ichtyofauny. Mezi tyto druhy patří například hrachovka říční (Pisidium amnicum), střevle obecná (Phoxinus phoxinus), mřenka mramorovaná (Noemacheilus barbatulus), pstruh potoční (Salmo trutta m. fario) a střevlička východní (Pseudorasbora parva).

## Galerie

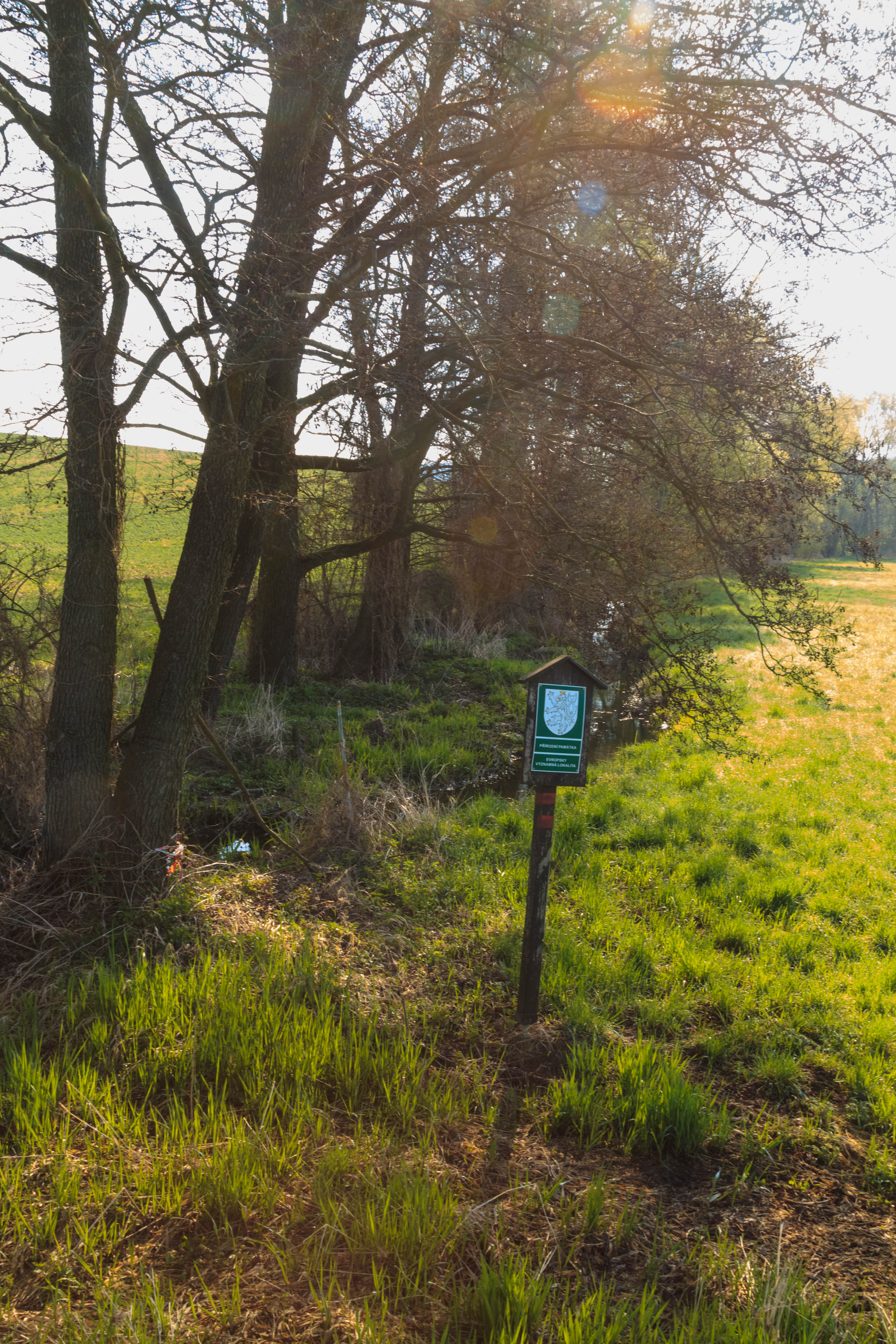
Přírodní památka Lukavecký potok
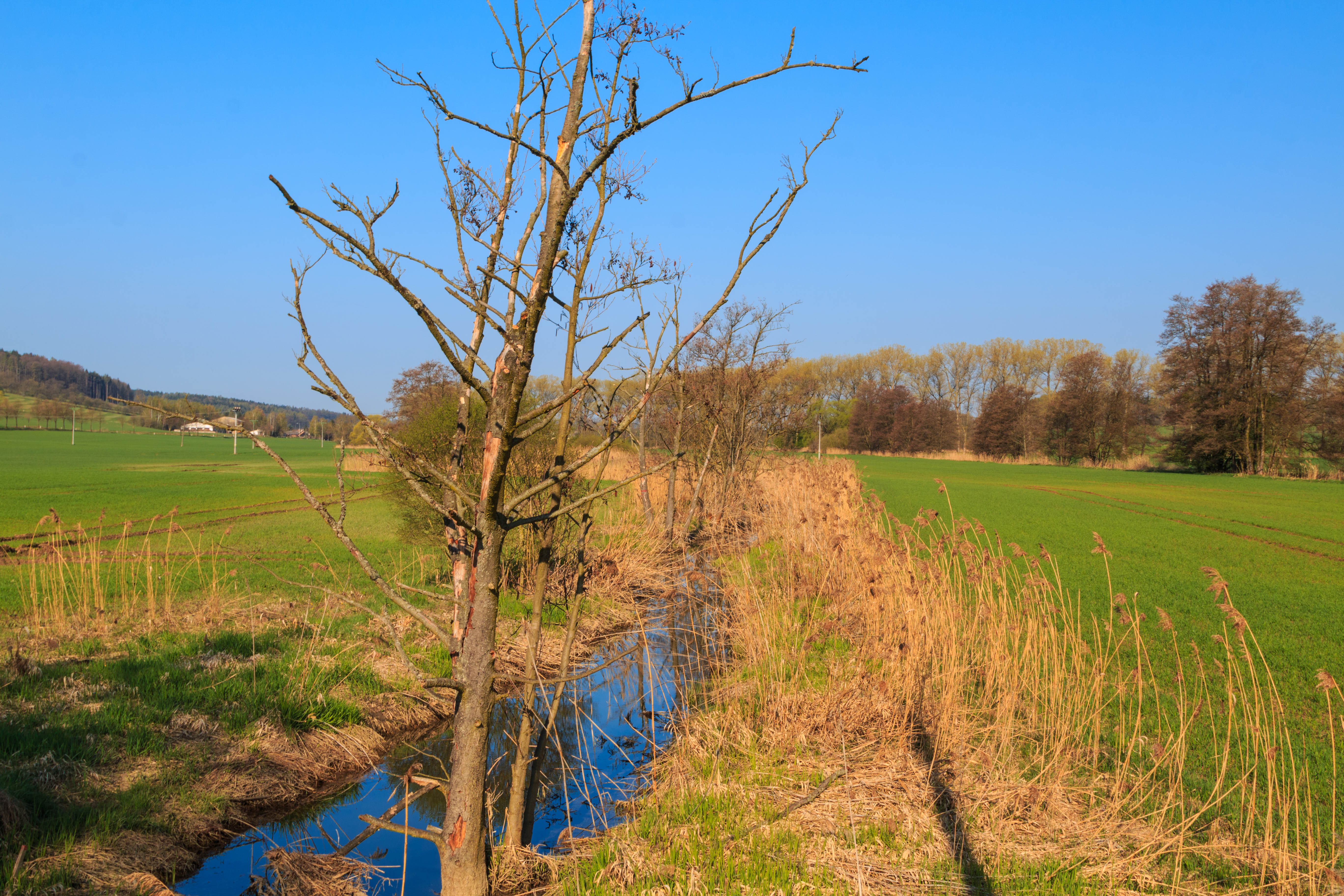
Přírodní památka Lukavecký potok
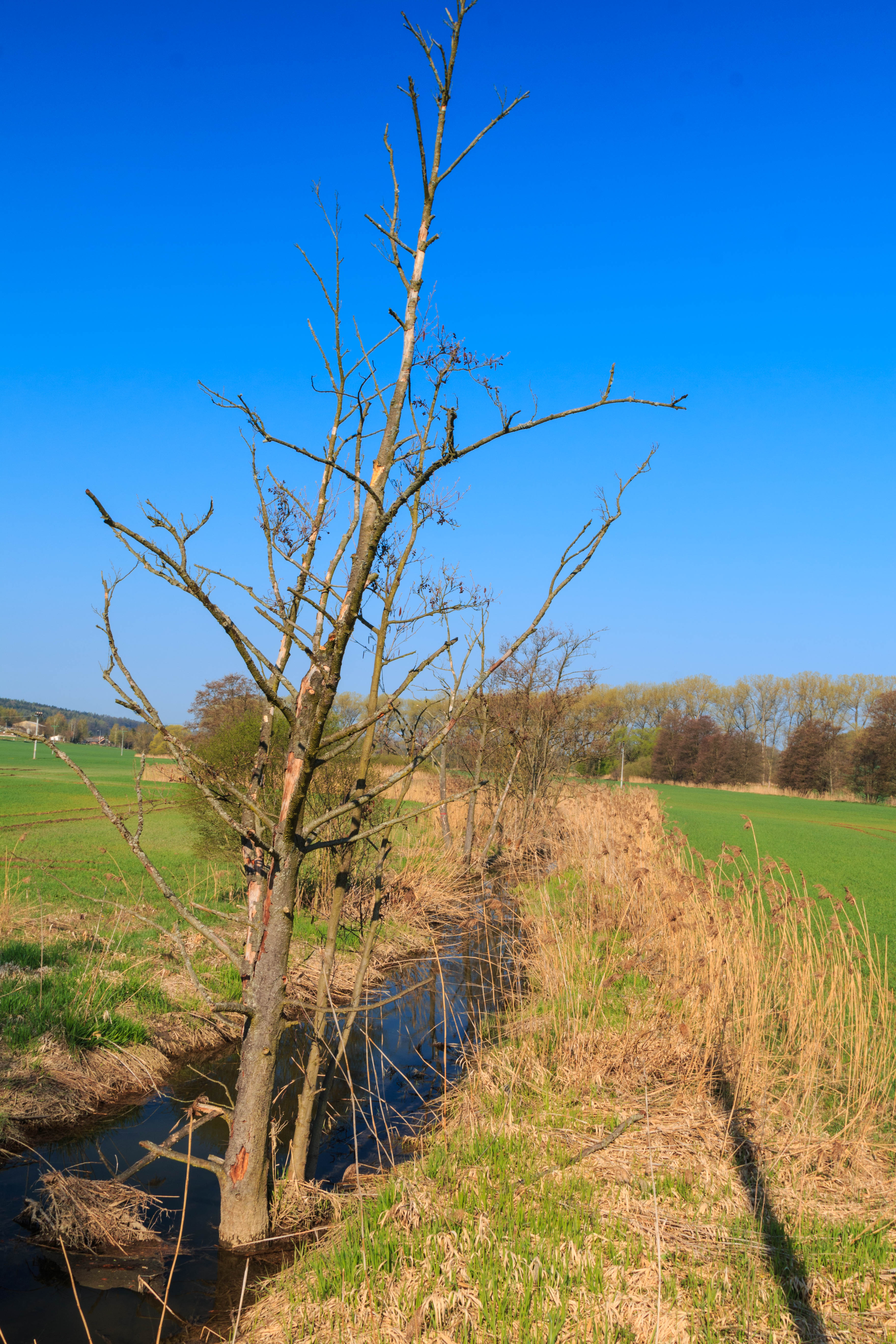
Přírodní památka Lukavecký potok
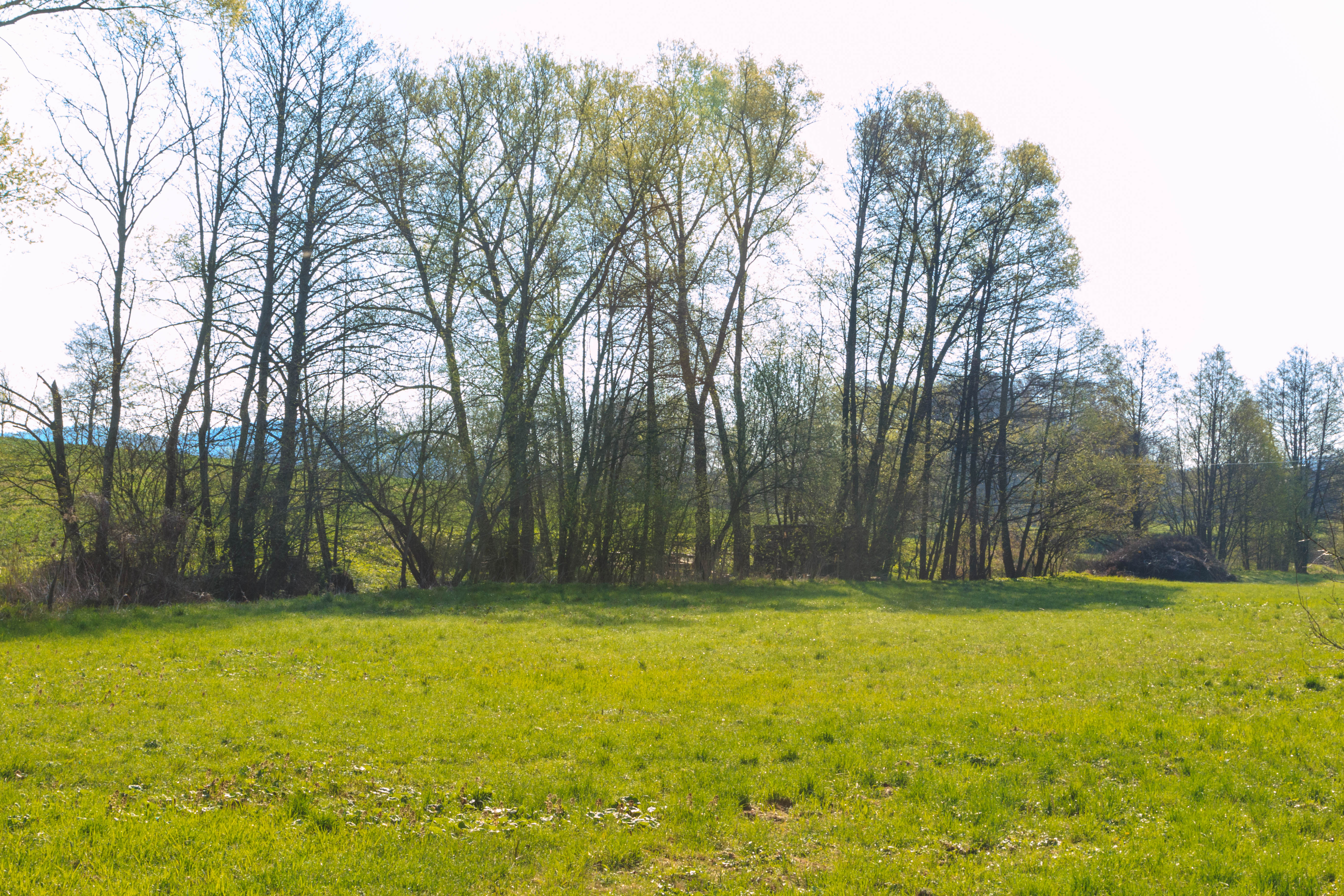
Přírodní památka Lukavecký potok